# Richel·lita
La richel·lita és un mineral de la classe dels fosfats. Rep el seu nom de la localitat belga de Richelle, a la província de Lieja.

## Característiques
La richel·lita és un fosfat de fórmula química CaFe₂3+(PO₄)₂(OH,F)₂. No cristal·litza, per tant es considera un mineral amorf. La seva duresa a l'escala de Mohs es troba entre 2 i 3.
Segons la classificació de Nickel-Strunz, la richel·lita pertany a «08.BA: Fosfats, etc. amb anions addicionals, sense H₂O, només amb cations de mida mitjana, (OH, etc.):RO₄ sobre 1:1» juntament amb els següents minerals: ambligonita, montebrasita, tavorita, triplita, zwieselita, sarkinita, triploidita, wagnerita, wolfeïta, stanĕkita, joosteïta, hidroxilwagnerita, arsenowagnerita, holtedahlita, satterlyita, althausita, adamita, eveïta, libethenita, olivenita, zincolibethenita, zincolivenita, auriacusita, paradamita, tarbuttita, barbosalita, hentschelita, latzulita, scorzalita, wilhelmkleinita, trol·leïta, namibita, fosfoel·lenbergerita, urusovita, theoparacelsita, turanita, stoiberita, fingerita, averievita, lipscombita i zinclipscombita.

## Formació i jaciments
Es presenta com un mineral secundari en roques sedimentàries fosfàtiques. Va ser descoberta a Richelle, a la localitat de Visé, a la província de Lieja, Bèlgica, on sol trobar-se associada a altres minerals com: koninckita, hal·loysita i al·lòfana. Tan sols ha estat descrita a quatre localitats més: a Beez, a la província de Namur (Bèlgica), a Bruguers, Gavà (província de Barcelona), i a dos indrets de l'estat de Nevada, als Estats Units, com són les localitats d'Elko, al districte de Lynn, i Maggie Creek, a Carlin Trend.